# Uca minax
Uca minax är en kräftdjursart som först beskrevs av John Lawrence LeConte 1855.  Uca minax ingår i släktet vinkarkrabbor, och familjen Ocypodidae. Inga underarter finns listade i Catalogue of Life.